# Футбол на літніх Олімпійських іграх 2024 — чоловіки
Чоловчий футбольний турнір на літніх Олімпійських іграх 2024 тривав з 24 липня до 9 серпня. Це 28-ма за ліком поява чоловічого футбольного турніру на Олімпійських іграх. Разом із жіночим турніром змагання з футболу на літніх Олімпійських іграх 2024 відбувалися на семи стадіонах у семи містах Франції. Фінал відбувся на Парк-де-Пренс у Парижі. Переважну частину складу збірних мали становити гравці віком до 23 років (народжені після 1 січня 2001 року), і тільки троє гравців могли бути старші за цей вік. Бразилія виграла дві попередні Олімпіади, однак не кваліфікувалася на цей турнір. Перемогу на Олімпійських іграх 2024 здобула збірна Іспанії, яка у фінальному поєдинку здолала господарів турніру, збірну Франції.

## Розклад
Змагання відбуваються за таким розкладом:
| ГЕ | Груповий етап | ¼ | Чвертьфінали | ½ | Півфінали | Б | Матч за бронзові медалі | Ф | Фінал |

| ДатаДисципліна | Сер 24 | Чет 25 | П'ят 26 | Суб 27 | Нед 28 | Пон 29 | Вів 30 | Сер 31 | Чет 1 | П'ят 2 | Суб 3 | Нед 4 | Пон 5 | Вів 6 | Сер 7 | Чет 8 | П'ят 9 |
| -------------- | ------ | ------ | ------- | ------ | ------ | ------ | ------ | ------ | ----- | ------ | ----- | ----- | ----- | ----- | ----- | ----- | ------ |
|                | ГЕ     |        |         | ГЕ     |        |        | ГЕ     |        |       | ЧФ     |       |       | ПФ    |       |       | Б     | Ф      |

## Склади
Кожна збірна мала право виставити на турнір склад із 18 гравців (з двома воротарями), із яких принаймні 15 гравців народилися після 1 січня 2001, а троє гравців могли бути старші за цей вік. Крім того, кожна збірна мала право виставити чотирьох гравців на заміну, які могли замінити будь-якого гравця збірної у разі його травми під час турніру.

## Груповий етап
Було створено чотири групи по чотири збірні в кожній: A, B, C і D. Гра в групах відбувалася за круговою системою в одне коло. Дві найкращі збірні потрапляли до чвертьфіналів.
Вказано місцевий центральноєвропейський літній час (UTC+2).

### Регламент
Положення збірних у групах визначалося в такому порядку:
1. Кількість очок, набраних у всіх групових матчах (три очки за перемогу, одне — за нічию, жодного — за поразку);
2. Різниця забитих і пропущених голів у всіх групових матчах;
3. Кількість голів, забитих у всіх групових матчах;
4. Результати особистих зустрічей;
5. Різниця голів в особистих зустрічах;
6. Кількість голів, забитих в особистих зустрічах;
7. Очки за чесну гру у всіх групових матчах (може бути тільки одне зняття в одного гравця в одному матчі):   - Жовта картка: −1 очко;
  - Непряма червона картка (друга жовта): −3 очки;
  - Пряма червона картка: −4 очки;
  - Жовта картка і пряма червона: −5 очок;
8. Жереб.

### Група A
| Поз | Команда       | І | В | Н | П | ГЗ | ГП | РГ | О | Кваліфікація                    |
| --- | ------------- | - | - | - | - | -- | -- | -- | - | ------------------------------- |
| 1   | Франція (H)   | 3 | 3 | 0 | 0 | 7  | 0  | +7 | 9 | Виходять до матчів на вибування |
| 2   | США           | 3 | 2 | 0 | 1 | 7  | 4  | +3 | 6 | Виходять до матчів на вибування |
| 3   | Нова Зеландія | 3 | 1 | 0 | 2 | 3  | 8  | −5 | 3 |                                 |
| 4   | Гвінея        | 3 | 0 | 0 | 3 | 1  | 6  | −5 | 0 |                                 |

| 24 липня 2024 17:00 |

| Гвінея        | 1–2      | Нова Зеландія            |
| ------------- | -------- | ------------------------ |
| - Діавара 72' | Протокол | - Ґарбетт 25' - Вейн 76' |

| Стад де Ніс, Ніцца Глядачів: 4,909 Арбітр: Адель аль-Накбі (Об'єднані Арабські Емірати) |

| 24 липня 2024 21:00 |

| Франція                               | 3–0      | США |
| ------------------------------------- | -------- | --- |
| - Ляказетт 61' - Олізе 69' - Баде 85' | Протокол |     |

| Стад де Марсель, Марсель Глядачів: 48,721 Арбітр: Яель Фалькон (Аргентина) |

| 27 липня 2024 19:00 |

| Нова Зеландія | 1–4      | США                                                               |
| ------------- | -------- | ----------------------------------------------------------------- |
| - Randall 78' | Протокол | - Mihailovic 8' (пен.) - Zimmerman 12' - Busio 30' - Aaronson 58' |

| Стад де Марсель, Марсель Арбітр: Гленн Нюберг (Швеція) |

| 27 липня 2024 21:00 |

| Франція       | 1–0      | Гвінея |
| ------------- | -------- | ------ |
| Sildillia 75' | Протокол |        |

| Стад де Ніс, Ніцца Арбітр: Ілгіз Танташев (Узбекистан) |

| 30 липня 2024 19:00 |

| Нова Зеландія | 0–3      | Франція                                  |
| ------------- | -------- | ---------------------------------------- |
|               | Протокол | - Mateta 19' - Doué 71' - Kalimuendo 74' |

| Стад де Марсель, Марсель Арбітр: Katia García (Мексика) |

| 30 липня 2024 19:00 |

| США                                 | 3–0      | Гвінея |
| ----------------------------------- | -------- | ------ |
| - Mihailovic 14' - Paredes 31', 75' | Протокол |        |

| Жоффруа Гішар (стадіон), Сент-Етьєн Арбітр: Тесс Олофссон (Швеція) |

### Група B
| Поз | Команда   | І | В | Н | П | ГЗ | ГП | РГ | О | Кваліфікація                    |
| --- | --------- | - | - | - | - | -- | -- | -- | - | ------------------------------- |
| 1   | Марокко   | 3 | 2 | 0 | 1 | 6  | 3  | +3 | 6 | Виходять до матчів на вибування |
| 2   | Аргентина | 3 | 2 | 0 | 1 | 6  | 3  | +3 | 6 | Виходять до матчів на вибування |
| 3   | Україна   | 3 | 1 | 0 | 2 | 3  | 5  | −2 | 3 |                                 |
| 4   | Ірак      | 3 | 1 | 0 | 2 | 3  | 7  | −4 | 3 |                                 |

1. 1 2  Результат особистої зустрічі: Аргентина 1–2 Марокко.

| 24 липня 2024 15:00 |

| Аргентина     | 1–2      | Марокко                    |
| ------------- | -------- | -------------------------- |
| - Сімеоне 68' | Протокол | - Рахімі 45+2', 51' (пен.) |

| Жоффруа Гішар (стадіон), Сент-Етьєн Глядачів: 26,717 Арбітр: Гленн Нюберг (Швеція) |

| 24 липня 2024 19:00 |

| Ірак                              | 2–1      | Україна           |
| --------------------------------- | -------- | ----------------- |
| - Хуссейн 57' (пен.) - Джасім 75' | Протокол | - Рубчинський 53' |

| Стад де Ліон, Десін-Шарп'є Глядачів: 10,637 Арбітр: Mahmood Ali Ismail (Sudan) |

| 27 липня 2024 15:00 |

| Аргентина                                 | 3–1      | Ірак            |
| ----------------------------------------- | -------- | --------------- |
| - Альмада 14' - Гонду 62' - Фернандес 85' | Протокол | - Хуссейн 45+5' |

| Стад де Ліон, Десін-Шарп'є Арбітр: Еспен Ескос (Норвегія) |

| 27 липня 2024 17:00 |

| Україна                          | 2–1      | Марокко           |
| -------------------------------- | -------- | ----------------- |
| - Криськів 22' - Краснопір 90+8' | Протокол | Рахімі 64' (пен.) |

| Жоффруа Гішар (стадіон), Сент-Етьєн Арбітр: Саїд Мартінес (Гондурас) |

| 30 липня 2024 17:00 |

| Україна | 0–2      | Аргентина                      |
| ------- | -------- | ------------------------------ |
|         | Протокол | - Альмада 47' - Ечеверрі 90+1' |

| Стад де Ліон, Десін-Шарп'є Арбітр: Даан Бейда (Мавританія) |

| 30 липня 2024 17:00 |

| Марокко                                      | 3–0      | Ірак |
| -------------------------------------------- | -------- | ---- |
| - Річардсон 19' - Рахімі 28' - Еззалзулі 36' | Протокол |      |

| Стад де Ніс, Ніцца Арбітр: Ramon Abatti (Бразилія) |

### Група C
| Поз | Команда                  | І | В | Н | П | ГЗ | ГП | РГ | О | Кваліфікація                    |
| --- | ------------------------ | - | - | - | - | -- | -- | -- | - | ------------------------------- |
| 1   | Єгипет                   | 3 | 2 | 1 | 0 | 3  | 1  | +2 | 7 | Виходять до матчів на вибування |
| 2   | Іспанія                  | 3 | 2 | 0 | 1 | 6  | 4  | +2 | 6 | Виходять до матчів на вибування |
| 3   | Домініканська Республіка | 3 | 0 | 2 | 1 | 2  | 4  | −2 | 2 |                                 |
| 4   | Узбекистан               | 3 | 0 | 1 | 2 | 2  | 4  | −2 | 1 |                                 |

| 24 липня 2024 15:00 |

| Узбекистан               | 1–2      | Іспанія                  |
| ------------------------ | -------- | ------------------------ |
| - Шомуродов 45+3' (пен.) | Протокол | - Пубіль 28' - Гомес 62' |

| Парк де Пренс, Париж Глядачів: 46,500 Арбітр: Даан Бейда (Мавританія) |

| 24 липня 2024 17:00 |

| Єгипет | 0–0      | Домініканська Республіка |
| ------ | -------- | ------------------------ |
|        | Протокол |                          |

| Стад де ла Божуар, Нант Глядачів: 13,945 Арбітр: Йошімі Ямашіта (Японія) |

| 27 липня 2024 15:00 |

| Домініканська Республіка | 1–3      | Іспанія                                    |
| ------------------------ | -------- | ------------------------------------------ |
| Montes de Oca 38'        | Протокол | - F. López 24' - Baena 55' - Gutiérrez 70' |

| Стад де Бордо, Бордо Арбітр: Адель аль-Накбі (Об'єднані Арабські Емірати) |

| 27 липня 2024 17:00 |

| Узбекистан | 0–1      | Єгипет         |
| ---------- | -------- | -------------- |
|            | Протокол | Ahmed Koka 11' |

| Стад де ла Божуар, Нант Арбітр: Campbell-Kirk Kawana-Waugh (Нова Зеландія) |

| 30 липня 2024 15:00 |

| Домініканська Республіка | 1–1      | Узбекистан |
| ------------------------ | -------- | ---------- |
| Núñez 51' (пен.)         | Протокол | Odilov 58' |

| Парк де Пренс, Париж Арбітр: Mahmood Ali Ismail (Sudan) |

| 30 липня 2024 15:00 |

| Іспанія       | 1–2      | Єгипет                 |
| ------------- | -------- | ---------------------- |
| Omorodion 90' | Протокол | Ібрагім Адель 40', 62' |

| Стад де Бордо, Бордо Арбітр: Дрю Фішер (Канада) |

### Група D
| Поз | Команда  | І | В | Н | П | ГЗ | ГП | РГ | О | Кваліфікація                    |
| --- | -------- | - | - | - | - | -- | -- | -- | - | ------------------------------- |
| 1   | Японія   | 3 | 3 | 0 | 0 | 7  | 0  | +7 | 9 | Виходять до матчів на вибування |
| 2   | Парагвай | 3 | 2 | 0 | 1 | 5  | 7  | −2 | 6 | Виходять до матчів на вибування |
| 3   | Малі     | 3 | 0 | 1 | 2 | 1  | 3  | −2 | 1 |                                 |
| 4   | Ізраїль  | 3 | 0 | 1 | 2 | 3  | 6  | −3 | 1 |                                 |

| 24 липня 2024 19:00 |

| Японія                                          | 5–0      | Парагвай |
| ----------------------------------------------- | -------- | -------- |
| - Міто 18', 63' - Ямамото 69' - Фуджіо 81', 87' | Протокол |          |

| Стад де Бордо, Бордо Глядачів: 14,000 Арбітр: Франсуа Летексьє (Франція) |

| 24 липня 2024 21:00 |

| Малі         | 1–1      | Ізраїль              |
| ------------ | -------- | -------------------- |
| - Думбія 63' | Протокол | - А. Діалло 56' (аг) |

| Парк де Пренс, Париж Глядачів: 10,637 Арбітр: Campbell-Kirk Kawana-Waugh (Нова Зеландія) |

| 27 липня 2024 19:00 |

| Ізраїль                     | 2–4      | Парагвай                                                 |
| --------------------------- | -------- | -------------------------------------------------------- |
| - Гандельман 53' - Глух 80' | Протокол | - М. Фернандес 25', 90+6' - Енсісо 69' - Бальбуена 90+3' |

| Парк де Пренс, Париж Арбітр: Дрю Фішер (Канада) |

| 27 липня 2024 21:00 |

| Японія      | 1–0      | Малі |
| ----------- | -------- | ---- |
| Ямамото 82' | Протокол |      |

| Стад де Бордо, Бордо Арбітр: Едіна Алвес Батіста (Бразилія) |

| 30 липня 2024 21:00 |

| Ізраїль | 0–1      | Японія       |
| ------- | -------- | ------------ |
|         | Протокол | Hosoya 90+1' |

| Стад де ла Божуар, Нант Арбітр: Саїд Мартінес (Гондурас) |

| 30 липня 2024 21:00 |

| Парагвай        | 1–0      | Малі |
| --------------- | -------- | ---- |
| М. Фернандес 5' | Протокол |      |

| Парк де Пренс, Париж Арбітр: Ілгіз Танташев (Узбекистан) |

## Матчі на вибування
Якщо основний час матчу на вибування завершується внічию, то призначається додатковий час (два тайми по 15 хвилин кожен). Якщо і після цього рахунок рівний, то для визначення переможця пробивають серію післяматчевих пенальті.

### Сітка
|  | Чвертьфінали            | Чвертьфінали       |                         |       | Півфінали               | Півфінали               |  |  | Матч за золоті медалі | Матч за золоті медалі |
|  |                         |                    |                         |       |                         |                         |  |  |                       |                       |
|  | 2 серпня – Бордо        |                    |                         |       |                         |                         |  |  |                       |                       |
|  |                         |                    |                         |       |                         |                         |  |  |                       |                       |
|  | Франція                 | 1                  |                         |       |                         |                         |  |  |                       |                       |
|  | Франція                 | 1                  | 5 серпня – Десін-Шарп'є |       |                         |                         |  |  |                       |                       |
|  | Аргентина               | 0                  |                         |       |                         |                         |  |  |                       |                       |
|  | Аргентина               | 0                  | Франція дч              | 3     |                         |                         |  |  |                       |                       |
|  | 2 серпня – Марсель      |                    | Франція дч              | 3     |                         |                         |  |  |                       |                       |
|  |                         | Єгипет             | 1                       |       |                         |                         |  |  |                       |                       |
|  | Єгипет пен.             | Єгипет             | 1                       | 1 (5) |                         |                         |  |  |                       |                       |
|  | Єгипет пен.             |                    | 9 серпня – Париж        | 1 (5) |                         |                         |  |  |                       |                       |
|  | Парагвай                | 1 (4)              |                         |       |                         |                         |  |  |                       |                       |
|  | Парагвай                | 1 (4)              | Франція                 | 3     |                         |                         |  |  |                       |                       |
|  | 2 серпня – Париж        |                    | Франція                 | 3     |                         |                         |  |  |                       |                       |
|  |                         | Іспанія            | 5                       |       |                         |                         |  |  |                       |                       |
|  | Марокко                 | Іспанія            | 5                       | 4     |                         |                         |  |  |                       |                       |
|  | Марокко                 | 5 серпня – Марсель |                         | 4     |                         |                         |  |  |                       |                       |
|  | США                     | 0                  |                         |       |                         |                         |  |  |                       |                       |
|  | США                     | 0                  | Марокко                 | 1     |                         |                         |  |  |                       |                       |
|  | 2 серпня – Десін-Шарп'є |                    | Марокко                 | 1     |                         |                         |  |  |                       |                       |
|  |                         | Іспанія            | 2                       |       | Матч за бронзову медаль | Матч за бронзову медаль |  |  |                       |                       |
|  | Японія                  | Іспанія            | 2                       | 0     | Матч за бронзову медаль | Матч за бронзову медаль |  |  |                       |                       |
|  | Японія                  |                    | 8 серпня – Нант         | 0     |                         |                         |  |  |                       |                       |
|  | Іспанія                 | 3                  |                         |       |                         |                         |  |  |                       |                       |
|  | Іспанія                 | 3                  | Єгипет                  | 0     |                         |                         |  |  |                       |                       |
|  |                         |                    |                         |       |                         |                         |  |  |                       |                       |
|  | Марокко                 | 6                  |                         |       |                         |                         |  |  |                       |                       |
|  | Марокко                 | 6                  |                         |       |                         |                         |  |  |                       |                       |

### Чвертьфінали
| 2 серпня 2024 15:00 |

| Марокко                                                             | 4–0      | США |
| ------------------------------------------------------------------- | -------- | --- |
| - Рахімі 29' (пен.) - Ахомаш 63' - Хакімі 70' - Маухуб 90+1' (пен.) | Протокол |     |

| Парк де Пренс, Париж Арбітр: Яель Фалькон (Аргентина) |

| 2 серпня 2024 17:00 |

| Японія | 0–3      | Іспанія                        |
| ------ | -------- | ------------------------------ |
|        | Протокол | - Ф. Лопес 11', 73' - Руїс 86' |

| Стад де Ліон, Десін-Шарп'є Арбітр: Даан Бейда (Мавританія) |

| 2 серпня 2024 19:00 |

| Єгипет                                                                                  | 1–1      | Парагвай                                          |
| --------------------------------------------------------------------------------------- | -------- | ------------------------------------------------- |
| Ібрагім Адель 88'                                                                       | Протокол | Д. Гомес 71'                                      |
|                                                                                         | Пенальті |                                                   |
| - Ахмед Кока - Мохаммед Ель-Нені - Карім ель-Дебес - Хоссам Абдельмагід - Ібрагім Адель | 5–4      | - Д. Гомес - Перес - Вієра - М. Гомес - Бальбуена |

| Стад де Марсель, Марсель Глядачів: 23,753 Арбітр: Гленн Нюберг (Швеція) |

| 2 серпня 2024 21:00 |

| Франція   | 1–0      | Аргентина |
| --------- | -------- | --------- |
| Mateta 5' | Протокол |           |

| Стад де Бордо, Бордо Глядачів: 37,153 Арбітр: Ілгіз Танташев (Узбекистан) |

### Півфінали
| 5 серпня 2024 18:00 |

| Марокко           | 1–2      | Іспанія                     |
| ----------------- | -------- | --------------------------- |
| Рахімі 37' (пен.) | Протокол | - Ф. Лопес 65' - Санчес 86' |

| Стад де Марсель, Марсель Глядачів: 59,882 Арбітр: Ільгіз Танташев (Узбекистан) |

| 5 серпня 2024 21:00 |

| Франція                        | 3–1      | Єгипет           |
| ------------------------------ | -------- | ---------------- |
| - Mateta 83', 99' - Олізе 108' | Протокол | Махмуд Сабер 62' |

| Стад де Ліон, Десін-Шарп'є Глядачів: 47,530 Арбітр: Саїд Мартінес (Гондурас) |

### Матч за бронзову медаль
| 8 серпня 2024 17:00 |

| Єгипет | 0–6      | Марокко                                                                     |
| ------ | -------- | --------------------------------------------------------------------------- |
|        | Протокол | - Еззалзулі 23' - Рахімі 26', 64' - Ель-Ханнус 51' - Накаш 73' - Хакімі 87' |

| Стад де ла Божуар, Нант Глядачів: 27,391 Арбітр: Еспен Ескос (Норвегія) |

### Фінал
| 9 серпня 2024 18:00 |

| Франція                                       | 3–5      | Іспанія                                                 |
| --------------------------------------------- | -------- | ------------------------------------------------------- |
| - Мійо 11' - Акліуш 79' - Матета 90+3' (пен.) | Протокол | - Ф. Лопес 18', 25' - Баена 28' - Камельйо 100', 120+1' |

| Парк-де-Пренс, Париж Глядачів: 44,260 Арбітр: Рамон Абатті (Бразилія) |

## Статистика

### Бомбардири
Протягом турніру було забито  96 голів у 32 матчах, з середнім показником 3 голів за матч.
8 голів
- Суф'ян Рахімі

6 голів
- Фермін Лопес

5 голів
- Жан-Філіп Матета

3 голи
- Ібрагім Адель
- Марсело Фернандес

2 голи
- Тьяго Альмада
- Майкл Олізе
- Аймен Хуссейн
- Фудзіо Сота
- Міто Сунсуке
- Ріхіто Ямамото
- Абде Еззалзулі
- Ашраф Хакімі
- Алекс Баена
- Серхіо Камельйо
- Джордже Міхайловіч
- Кевін Паредес

1 гол
- Клаудіо Ечеверрі
- Есек'єль Фернандес
- Лусіано Гонду
- Джуліано Сімеоне
- Анхель Монтес де Ока
- Рафаель Нуньєс
- Ахмед Кока
- Махмуд Сабер
- Магнес Акліуш
- Лоїк Баде
- Дезіре Дуе
- Арно Калімуендо Муїнга
- Александр Ляказетт
- Енцо Мійо
- Кіліанн Сідійя
- Амаду Діавара
- Алі Джасім
- Омрі Гандельман
- Оскар Глух
- Мао Хосоя
- Шейха Думбія
- Ільяс Ахомаш
- Біляль Ель-Ханнус
- Ель Мехді Маухуб
- Акрам Накаш
- Амір Річардсон
- Меттью Ґарбетт
- Джессі Рандалл
- Бен Вейн
- Фабіан Бальбуена
- Хуліо Енсісо
- Дієго Гомес
- Серхіо Гомес
- Мігель Гутьєррес
- Саму Омородіон
- Марк Пубіль
- Абель Руїс
- Хуанлу Санчес
- Ігор Краснопір
- Дмитро Криськів
- Валентин Рубчинський
- Пакстен Ааронсон
- Джанлука Бузіо
- Вокер Циммерман
- Алішер Оділов
- Ельдор Шомуродов

1 автогол
- Аміду Діалло (в матчі з Ізраїлем)

Джерело: FIFA

## Підсумкове положення
Згідно зі статистичною домовленістю у футболі, матчі, доля яких вирішилася в додатковий час, зараховуються як перемоги та поразки, а тих, де пробивали післяматчеві пенальті, як нічиї.
| Поз | Команда                  | І | В | Н | П | ГЗ | ГП | РГ  | О  | Підсумковий результат     |
| --- | ------------------------ | - | - | - | - | -- | -- | --- | -- | ------------------------- |
| 1   | Іспанія                  | 6 | 5 | 0 | 1 | 16 | 8  | +8  | 15 | Золота медаль             |
| 2   | Франція (H)              | 6 | 5 | 0 | 1 | 14 | 6  | +8  | 15 | Срібна медаль             |
| 3   | Марокко                  | 6 | 4 | 0 | 2 | 17 | 5  | +12 | 12 | Бронзова медаль           |
| 4   | Єгипет                   | 6 | 2 | 2 | 2 | 5  | 11 | −6  | 8  | 4-те місце                |
|     |                          |   |   |   |   |    |    |     |    |                           |
| 5   | Японія                   | 4 | 3 | 0 | 1 | 7  | 3  | +4  | 9  | Вибули у чвертьфіналах    |
| 6   | Парагвай                 | 4 | 2 | 1 | 1 | 6  | 8  | −2  | 7  | Вибули у чвертьфіналах    |
| 7   | Аргентина                | 4 | 2 | 0 | 2 | 6  | 4  | +2  | 6  | Вибули у чвертьфіналах    |
| 8   | США                      | 4 | 2 | 0 | 2 | 7  | 8  | −1  | 6  | Вибули у чвертьфіналах    |
|     |                          |   |   |   |   |    |    |     |    |                           |
| 9   | Україна                  | 3 | 1 | 0 | 2 | 3  | 5  | −2  | 3  | Вибули на груповому етапі |
| 10  | Ірак                     | 3 | 1 | 0 | 2 | 3  | 7  | −4  | 3  | Вибули на груповому етапі |
| 11  | Нова Зеландія            | 3 | 1 | 0 | 2 | 3  | 8  | −5  | 3  | Вибули на груповому етапі |
| 12  | Домініканська Республіка | 3 | 0 | 2 | 1 | 2  | 4  | −2  | 2  | Вибули на груповому етапі |
| 13  | Узбекистан               | 3 | 0 | 1 | 2 | 2  | 4  | −2  | 1  | Вибули на груповому етапі |
| 14  | Малі                     | 3 | 0 | 1 | 2 | 1  | 3  | −2  | 1  | Вибули на груповому етапі |
| 15  | Ізраїль                  | 3 | 0 | 1 | 2 | 3  | 6  | −3  | 1  | Вибули на груповому етапі |
| 16  | Гвінея                   | 3 | 0 | 0 | 3 | 1  | 6  | −5  | 0  | Вибули на груповому етапі |